# Jon Kabat-Zinn
Jon Kabat-Zinn (New York, 5 juni 1944) is een Amerikaans moleculair bioloog.
Hij is oprichter en voormalig directeur van de Stress Reduction Clinic van het gezondheidscentrum van de universiteit van Massachusetts, waaraan hij als hoogleraar was verbonden. Kabat-Zinn werd eind jaren ‘70 geïnspireerd om de basisprincipes van aandachtstraining of mindfulness toe te passen in een medische setting. Hij richtte hiervoor in 1979 zijn programma Mindfulness-Based Stress Reduction (MBSR) op. Deze acht weken durende training bleek effectief te zijn in het verlichten van stress, angst, pijn en (chronische) ziekte.
Kabat-Zinn publiceerde verschillende wetenschappelijke artikelen over aandachtstraining en de klinische toepassingen ervan. Ook schreef hij een aantal boeken die vertaald werden in het Nederlands. Sinds 2000 geeft hij geen trainingen meer, maar wel lezingen en workshops in de Verenigde Staten en het buitenland.

## Leven
Kabat-Zinn werd geboren als Jon Kabat en is een zoon van de biomedicus Elvin Kabat en de schilder Sally Kabat. In 1971 promoveerde Kabat-Zinn in de moleculaire biologie aan het prestigieuze MIT. Daar studeerde hij bij Salvador Luria, aan wie in 1969 de Nobelprijs voor geneeskunde werd toegekend.

Kabat-Zinn leerde meditatie bij Thich Nhat Hanh en zen leraar Seung Sahn.
Hij is gehuwd met Myla Zinn, de dochter van Howard Zinn.

## Werk
Het onderzoek van Kabat-Zinn heeft bijdragen geleverd aan het effect van mindfulness in de gezondheidszorg. Hij deed onderzoek naar de interactie tussen lichaam en geest en naar de klinische toepassing van aandachtstraining voor mensen met chronische pijn en stressgerelateerde klachten. Ook geeft hij training aan (ex-)gedetineerden, zakenmensen en professionals in de gezondheidszorg.
In 1979 begon Kabat-Zinn met het doceren van Mindfulness-Based Stress Reduction (MBSR) in de Stress Reduction Clinic van de Universiteit van Massachusetts. Hij werkte aanvankelijk met uitbehandelde patiënten met chronische pijn en/of stressklachten, om hen te leren omgaan met hun pijn en hun zorgen en verdriet daarover. MBSR is een acht weken durende cursus die de deelnemers leert op een andere manier met hun klachten om te gaan. Er wordt gebruikgemaakt van een combinatie van meditatie en hatha yoga, waarbij het er om gaat zich bewust te zijn van het moment ( "hier en nu"). In tal van gezondheidsinstellingen wereldwijd wordt MBSR toegepast.
Kabat-Zinn en zijn collega's hebben onderzoek gedaan naar de effecten van deze vorm van aandachtstraining op de hersenen en op de verwerking van emoties (in het bijzonder onder stress) en op het immuunsysteem. Kabat-Zinn publiceerde onder andere over het effect op psoriasis en bij borderline-patiënten.
Hij is lid van het bestuur van het Mind and Life Institute. Dit instituut bevordert de dialoog tussen de dalai lama (Tenzin Gyatso) en westerse wetenschappers met als doel meer inzicht te krijgen in de verschillende vormen van kennis en de aard van de geest, emoties en de werkelijkheid te doorvorsen.

## Publicaties
- Full Catastrophe Living: Using the Wisdom of Your Body and Mind to Face Stress, Pain and Illness (Delta, 1991)
- Wherever You Go, There You Are: Mindfulness Meditation in Everyday Life (Hyperion, 1994)
- Everyday Blessings: The Inner Work of Mindful Parenting (Hyperion, 1997). (met Myla Kabat-Zinn)
- The power of meditation and prayer door Rinpoche, Dossey, Toms, Kabat-Zinn (Hay House, 1997)
- Mindfulness Meditation for Everyday Life (Piatkus, 2001)
- Wherever You Go, There You Are: Mindfulness Meditation in Everyday Life (Hyperion, 2005)
- Coming to Our Senses (Hyperion, 2005)
- Coming to Our Senses: Healing Ourselves and the World Through Mindfulness (Hyperion, 2006)
- The mindful way through depression: freeing yourself from chronic unhappiness door Williams, Teasdale, Segal, Kabat-Zinn. (Guilford Press, 2007)
- Arriving at Your Own Door (Piatkus, 2008)
- Letting Everything Become Your Teacher: 100 Lessons in Mindfulness (Dell Publishing, 2009)
- Mindfulness for Beginners: Reclaiming the Present Moment - and Your Life (Sounds True, 2012)
- The Mind's Own Physician: A Scientific Dialogue with the Dalai Lama on the Healing Power of Meditation gebaseerd op het dertiende Mind and Life Institue Dialogue uit 2005. (Harbinger, 2012)